# Erdbeerblütenstecher

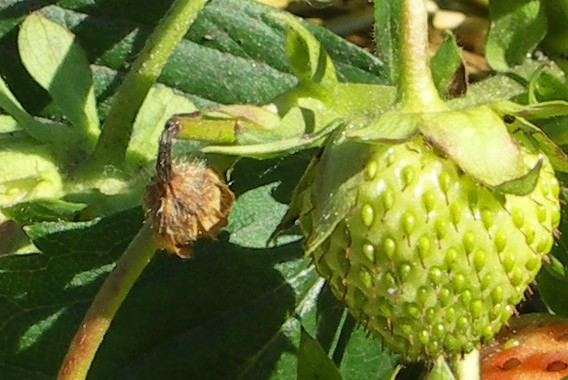
Vom Erdbeerblütenstecher befallene und verwelkte Erdbeerblüte neben einer normal entwickelten Erdbeere

Der Erdbeerblütenstecher (Anthonomus rubi), auch Beerenstecher genannt, ist ein Käfer aus der Familie der Rüsselkäfer (Curculionidae).

## Merkmale
Der Erdbeerblütenstecher ist ein etwa zwei bis vier Millimeter langer Rüsselkäfer. Seine Körperoberfläche ist schwarz oder schwarzbraun und schwach metallisch glänzend und weist eine schüttere graue Behaarung auf. Die Fühler, die im ersten Drittel des Rüssels ansetzen, sind dunkel rotbraun gefärbt und enden in dunklen Keulen. Die Beine sind ebenfalls dunkel und hell behaart. Die Flügeldecken sind deutlich gestreift und mit großen Punkten versehen.

## Taxonomie
Neben einer Vielzahl von Gattungssynonymen existieren auch einige Synonyme für die Art:
- Anthonomus gracilipes Desbrochers, 1873
- Anthonomus leptopus Gozis, 1881
- Anthonomus obscurus Stephens, 1831
- Anthonomus uniformis Faust, 1890
- Curculio ater Marsham, 1802
- Curculio melanopterus Marsham, 1802

## Lebensweise
Die ausgewachsenen Käfer überwintern und sammeln im Frühjahr zunächst Pollen. Die Weibchen des Erdbeerblütenstechers legen einzelne Eier in die Blütenknospen von Rosengewächsen (Rosaceae). Dabei beißt das Weibchen zunächst ein Loch in die Knospe und nagt später auch den Stiel der Knospe an. Nach kurzer Zeit ist die Knospe verwelkt und fällt ab. Die Larve frisst in der Knospe und verpuppt sich anschließend darin. Nach der Puppenruhe verlässt der fertige Käfer die Knospe durch eine seitliche Öffnung. Der Käfer frisst anschließend Blütenblätter und begibt sich sehr bald in eine Sommerruhe.

## Vorkommen
Der Erdbeerblütenstecher ist auf Erdbeeren, Himbeeren und seltener auch auf Brombeeren, Rosen und Nelkenwurzen anzutreffen. Manchmal ist er auch auf Korbblütlern zu finden. Der Käfer ist in der Paläarktis verbreitet. Im Norden kann man ihn bis ins mittlere Fennoskandien antreffen, auch auf den Britischen Inseln kommt er vor.

## Gefährdung
Die Art gilt in Deutschland als ungefährdet.

## Schädling
Der Erdbeerblütenstecher tritt gelegentlich als Schädling in Erdbeerkulturen in Erscheinung. Als Gegenmaßnahme hat sich nur das regelmäßige Absammeln der vertrockneten Blütenknospen bewährt. Sofort nach Abschluss der Ernte empfiehlt sich eine Spritzung mit Rainfarntee.